# 粗糙岩瓷蟹
粗糙岩瓷蟹（学名：Petrolisthes scabriculus）为瓷蟹科岩瓷蟹屬下的一个种。